# Lernaeenicus radiatus
Lernaeenicus radiatus is een eenoogkreeftjessoort uit de familie van de Pennellidae. De wetenschappelijke naam van de soort is voor het eerst geldig gepubliceerd in 1824 door Le Sueur.